# A Jonas epizódjainak listája
Ez a Jonas és a Jonasék Los Angelesben című sorozatok epizódlistája.

## Jonas (1. évad)
| #   | Eredeti cím                       | Magyar cím                    | Magyar premier       |
| --- | --------------------------------- | ----------------------------- | -------------------- |
| 1.  | Wrong song                        | Tévedés a dal                 | 2009. szeptember 15. |
| 2.  | Groovy Movies                     | Családi videó                 |                      |
| 3.  | Slice of life                     | A pizzáslány                  |                      |
| 4.  | Keeping it real                   | Egy normális család           |                      |
| 5.  | Bands best friend                 | A legjobb barát               |                      |
| 6.  | Chansing the dream                | Álmok útján                   |                      |
| 7.  | Fashion victim                    | A divatáldozat                |                      |
| 8.  | That ding you do                  | Joe és a triambulum           |                      |
| 9.  | Complete Repeat                   | Újrajátszás                   |                      |
| 10. | Love sick                         | A szerelem betege             |                      |
| 11. | The three musceters               | A három testőr                |                      |
| 12. | Frantic Romantic                  | Viharos románc                |                      |
| 13. | Detention                         | A büntetés                    |                      |
| 14. | Karaoke surprise                  | Meglepetés karaoke            |                      |
| 15. | Home not alone                    | Otthon, édes otthon           |                      |
| 16. | Forgeting Stella`s birthday       | Stella elfelejtett szülinapja |                      |
| 17. | The tale of the haunted firegouse | Mese a kísértet tűzoltóházról |                      |
| 18. | Double date                       | Dupla randi                   |                      |
| 19. | Cold shoulder                     | Hidegzuhany                   |                      |
| 20. | Beauty and the beat               | A szépség és a hang           |                      |
| 21. | Exam jam                          | Vizsgaláz                     |                      |

## Jonasék Los Angelesben (2. évad)
| #   | Eredeti cím           | Magyar cím           | Magyar premier       |
| --- | --------------------- | -------------------- | -------------------- |
| 1.  | House party           | Házibuli             | 2010. szeptember 11. |
| 2.  | Back to the beach     | Vissza a partra      | 2010. szeptember 11. |
| 3.  | Date expectattions    | Randigondok          | 2010. szeptember 18. |
| 4.  | And...action          | És...felvétel        | 2010. szeptember 25. |
| 5.  | America`s sweethearts | Amerika álompárja    | 2010. október 2.     |
| 6.  | The secret            | A titok              | 2010. október 9.     |
| 7.  | A Wasabi story        | A Wasabi-s eset      | 2010. október 16.    |
| 8.  | Up in the air         | A levegőben          | 2010. október 23.    |
| 9.  | Direct to video       | Rendezők harca       | 2010. október 30.    |
| 10. | The flirt locker      | Veszélyes flört      | 2010. december 4.    |
| 11. | The boat trip         | Hajóút               | 2010. december 11.   |
| 12. | On the radio          | Adásban              | 2010. december 18.   |
| 13. | Band of brothers      | Testvérek szövetsége | 2010. december 25.   |